# На далекій точці
«На далекій точці» (рос. «На дальней точке») — радянський художній телефільм 1970 року режисера Едуарда Абалова, знятий на Творчому об'єднанні «Екран».

## Сюжет
Герой фільму — солдат останнього року служби, єфрейтор Гвоздьов.

## У ролях
- Олексій Криченков — єфрейтор Гвоздьов
- Семен Морозов — єфрейтор Клименко
- Юрій Бєлов — старшина Паращук
- Герман Качин — рядовий Валуєвич
- Борис Бітюков — підполковник Шорохов
- Віктор Перевалов — Петро Петров, молодий солдат з Зауралля
- Світлана Старикова — Ніна, телефоністка
- Леонід Чубаров — майор-інспектор
- В. Вовченко — епізод
- Л. Галюк — епізод
- В. Галюк — епізод
- В. Зайцев — епізод
- А. Колесніченко — епізод
- Я. Корсунський — епізод
- А. Кривов'яз — епізод
- Н. Леманова — епізод
- Ф. Маврін — епізод
- В. Нечаєв — епізод
- Ф. Пархоменко — епізод
- Іван Сєдов — епізод
- А. Соколов — епізод
- Н. Шевкопляс — епізод
- Валентин Брилєєв — працівник ткацької фабрики
- Леонід Недович — генерал
- Олександр Январьов — епізод
- Регіна Збарська — модель

## Знімальна група
- Режисер — Едуард Абалов
- Сценарист — Олександр Усольцев-Гарф
- Оператор — Віктор Масевич
- Композитор — Джон Тер-Татевосян
- Художник — Борис Царьов